# Фабр, Пьер

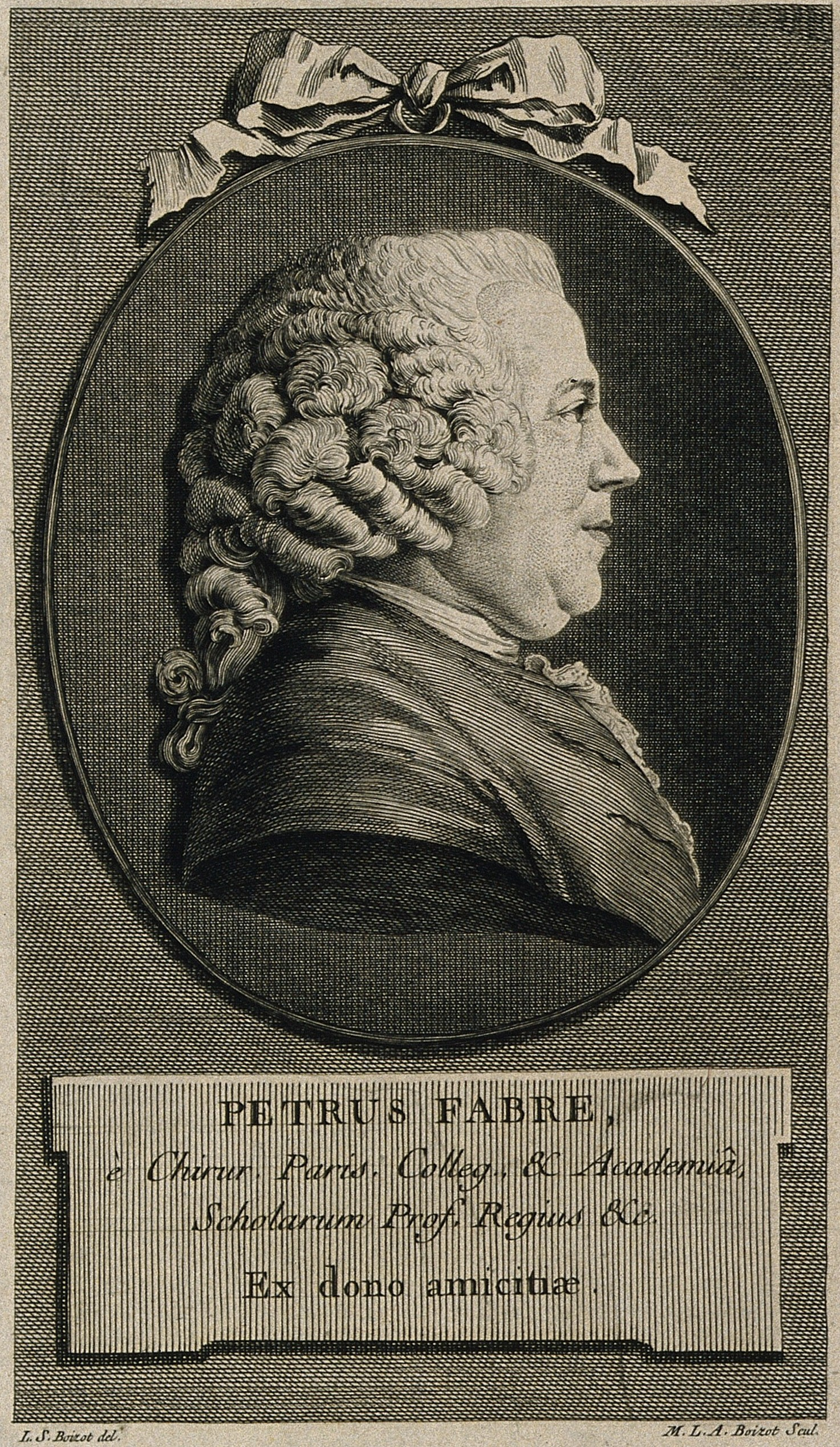

Пьер Фабр (фр. Pierre Fabre; 1716, Тараскон — 1791) — французский хирург.
Первый из наиболее значительных трудов Фабра — «Опыт о венерических болезнях» (фр. Essai des maladies vénériennes; П., 1758), в 1765 году вышло расширенное двухтомное издание под названием «Трактат о венерических болезнях» (фр. Traité des maladies vénériennes), в 1777 г. изданное также по-немецки; в дальнейшем Фабр выпустил несколько приложений к этому труду. Далее последовалие «Исследования природы человека, рассматриваемой в состоянии здоровья и в состоянии болезни» (фр. Recherches sur la nature de l’homme, considéré dans l’état de santé et dans l’état de maladie; П., 1776), «Опыты о свойствах души в их соответствии с чувствительностью и раздражительностью наших органов» (фр. Essais sur les facultés de l’âme, considérées dans leur rapport avec la sensibilité et l’irritabilité de nos organes; П., 1785) и ряд других работ. Написал также обобщающий труд «Исследования об истинных принципах искусства исцеления» (фр. Recherches sur les vrais principes de l’art de guérir; П., 1790).
Его брат Антуан Фабр (1710—1793) пользовался определённой известностью как автор церковных гимнов, в 1743 г. по заказу гражданской и церковной администрации Арля опубликовал панегирик этому городу.